# Velten
Velten [ˈfɛltn̩] är en stad i Tyskland, i Landkreis Oberhavel i förbundslandet Brandenburg, belägen strax norr om Berlins stadsgräns, 27 km nordväst om centrala Berlin och tillhör Berlin/Brandenburgs storstadsområde.

## Historia
Velten uppstod som tätort ur en äldre lantlig by under 1800-talet, då ortens kakelugns- och keramikindustri var den viktigaste sysselsättningen.  Orten anslöts till Berlin med järnväg 1893, den så kallade Kremmener Bahn.  Velten fick stadsrättigheter 1935.  Under andra världskriget fanns flera rustningsindustrier i orten.  Orten tillhörde efter kriget Bezirk Potsdam i Östtyskland fram till Tysklands återförening 1990.

## Kultur och sevärdheter

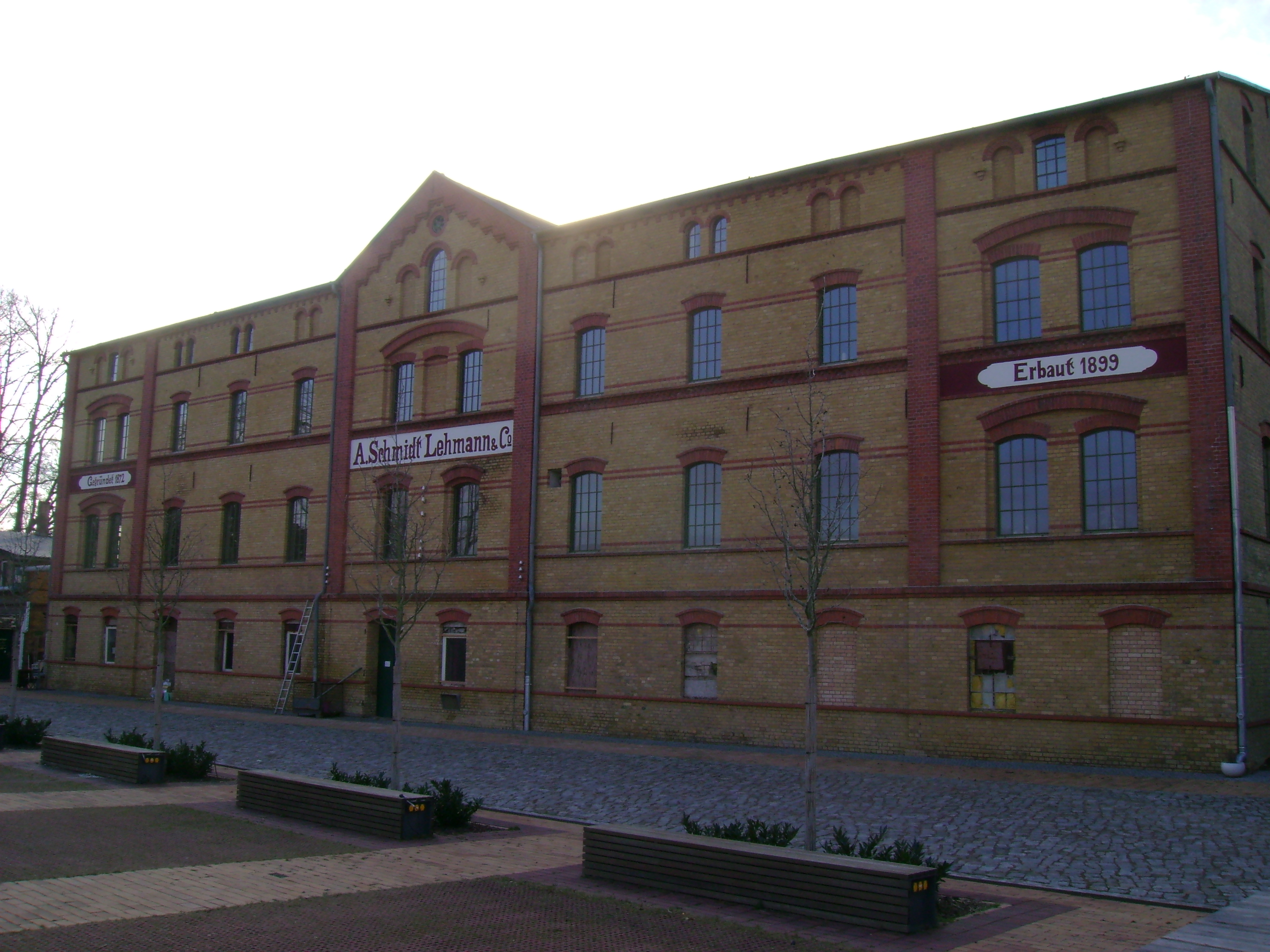
Kakelugns- och keramikmuseet i Velten.

I Veltens enda kvarvarande kakelugnsfabrik finns idag ett ugns- och keramikmuseum, Ofen- und Keramikmuseum Velten, där historiska kakelugnar och konstkeramik finns utställda, bland annat verk av Hedwig Bollhagen.  Utöver museets historiska samlingar arrangeras årligen 4-5 tillfälliga keramikutställningar.
Orten har en fotbollsklubb, SC Oberhavel Velten, vars herrlag spelar i norra förbundslandsligan.  Stadens rugbyklubb, Veltener Rugbyclub Empor, spelar i 1. Bundesliga Ost.

## Kommunikationer
Orten har en avfart (Hennigsdorf) från motorvägen A 111 , som sammanbinder orten med centrala Berlin och Berlins yttre ringled A 10.
Staden har en järnvägsstation med regionaltågsförbindelse mot Hennigsdorf och Berlin-Spandau, samt mot Neuruppin och Wittenberge med regionallinjen Prignitzexpressen.

## Kända Veltenbor
- Emma Ihrer (1857-1911), socialdemokratisk politiker och fackligt aktiv.
- Heidi Kempa (född 1941), schlagersångerska.
- Martin Männel (född 1988), fotbollsmålvakt.

## Vänorter
- Grand-Couronne,  Frankrike